# Yong Mei
Yong Mei (chiń. 咏梅; ur. 14 lutego 1970 w Hohhot) – chińska aktorka filmowa i telewizyjna. Laureatka Srebrnego Niedźwiedzia dla najlepszej aktorki na 69. MFF w Berlinie za rolę w filmie Żegnaj, mój synu (2019) Wanga Xiaoshuai. Wystąpiła również w filmie Zabójczyni (2015) Hou Hsiao-hsiena.